# Cantó de Caulnes
El cantó de Caulnes (bretó Kanton Kaon) és una divisió administrativa francesa situat al departament de Costes del Nord a la regió de Bretanya.

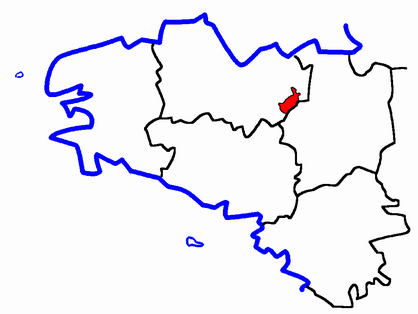
Situació del cantó

## Composició
El cantó aplega 8 comunes :
| Nom bretó          | Nom francès           | Nom gal·ló         |
| Kaon               | Caulnes               | Caunn              |
| Gwenroc'h          | Guenroc               | Genroc             |
| Gwitei             | Guitté                | Gitei              |
| Ar Chapel-Wenn     | La Chapelle-Blanche   | La Chapèll-Blaunch |
| Pluvaodan          | Plumaudan             | Ploemaudan         |
| Pluvaelgad         | Plumaugat             | Ploemaugat         |
| Sant-Yowan-an-Enez | Saint-Jouan-de-l'Isle | ---                |
| Sant-Maden         | Saint-Maden           | Saent-Maden        |

## Història
| Data d'elecció                           | Identitat       | Partit        | Qualitat |
| ---------------------------------------- | --------------- | ------------- | -------- |
| 2001-                                    | Gérard Bertrand | Divers droite |          |
| les dades anteriors no són pas conegudes |                 |               |          |
|                                          |                 |               |          |